# Elwan (album)
Albums de Tinariwen
Emmaar
(2014) Amadjar
(2019)
Elwan (qui signifie « Les Grands » mais également « Les Éléphants ») est le huitième album du groupe Tinariwen sorti le 10 février 2017 sur le label Wedge de l'éditeur PIAS.

## Historique de l'album
Huitième album du groupe touareg, il a été principalement enregistré et édité en France, à M'Hamid El Ghizlane au Maroc et aux États-Unis au Rancho De La Luna dans le parc national de Joshua Tree en Californie,,.

## Liste des titres de l'album
| 1.    | Tiwàyyen (avec Kurt Vile et Matt Sweeney)    | 3:44 |
| 2.    | Sastanàqqàm                                  | 3:24 |
| 3.    | Nizzagh Ijbal                                | 3:39 |
| 4.    | Hayati                                       | 3:23 |
| 5.    | Ittus                                        | 3:45 |
| 6.    | Ténéré Tàqqàl                                | 4:25 |
| 7.    | Imidiwàn n-àkall-in                          | 3:33 |
| 8.    | Talyat (avec Matt Sweeney et Alain Johannes) | 4:14 |
| 9.    | Assàwt                                       | 3:39 |
| 10.   | Arhegh ad annàgh                             | 2:47 |
| 11.   | Nànnuflày (avec Kurt Vile et Mark Lanegan)   | 5:03 |
| 12.   | Fog Edaghàn (intro flûte)                    | 1:26 |
| 13.   | Fog Edaghàn (piste cachée)                   | 3:05 |
| 46:07 |                                              |      |

## Musiciens ayant participé à l'album
- Ibrahim ag Alhabib : guitare, chant
- Abdellah ag Alhousseini : guitare, chant
- Alhassan ag Touhami : guitare, chant
- Eyadou ag Leche : basse, chœurs
- Elaga ag Hamid : guitare, chœurs
- Saïd ag Ayad : percussions, chœurs
- Iyad Moussa Ben Abderahmane : guitares
- Mina Wallet Oumar : chœurs

## Réception critique
Cet album, dont le groupe a ouvert la voie à de nombreuses autres formations musicales touareg sur la scène internationale, est globalement très bien accueilli par la critique française, suisse et britannique, qui toutes considèrent que les Tinariwen restent les maîtres du genre musical qu'ils ont développé et fait découvrir à travers le monde. Télérama considère que cet album des Tinariwen est « moins audacieux que le précédent (Emmaar), mais toujours aussi bien produit et fidèle à leur verve majestueuse » et lui accorde sa note maximale de ∫∫∫∫.